# Vicia serratifolia
Vicia serratifolia är en ärtväxtart som beskrevs av Nikolaus Joseph von Jacquin. Vicia serratifolia ingår i släktet vickrar, och familjen ärtväxter. Inga underarter finns listade i Catalogue of Life.